# 10 ½
Pour plus de détails, voir Fiche technique et Distribution.
10 ½ est un film québécois réalisé par Daniel Grou, sorti en 2010.
C'est le deuxième long métrage du réalisateur, après Les Sept Jours du talion.

## Synopsis
Le film relate l'histoire de Tommy, un enfant de 10 ans bien connu des services sociaux québécois. Mis dans un centre éducatif fermé après une agression sexuelle commise sur un de ses camarades, cet enfant, perturbé par une vie familiale perverse, rebelle à l'autorité comme à l'affection, est jugé irrécupérable par la plupart des éducateurs. Tommy se déchaîne régulièrement lors de crises d'une violence absolue et pour le personnel du centre, il constitue un danger pour la vie du groupe. Seul Gilles, son nouvel éducateur, entrevoit une lueur d'espoir dans le regard de cet enfant qui ne communique que par la violence.

## Fiche technique
- Titre : 10 ½
- Réalisation : Daniel Grou
- Scénario : Claude Lalonde
- Production : Pierre Gendron et Claude Paiement
- Adjointe à la production: Laurence Gendron
- Société de production : Zoofilms
- Distribution : Alliance Vivafilm
- Pays d'origine :  Canada
- Budget : 3,85 millions de dollars
- Langue : Français
- Genre : Dramatique
- Durée : 108 minutes
- Dates de sortie : 
  - Canada : 13 octobre 2010 (Festival du nouveau cinéma à Montréal), 29 octobre 2010 (sortie nationale)
  - France : 25 novembre 2010 (Paris Semaine du cinéma du Québec)

## Distribution
- Claude Legault : Gilles
- Robert Naylor : Tommy
- Mélanie Desjardins-Chevaudrier : Evelyne Boileau
- Eugénie Beaudry : Karine
- Blaise Tardif : Bédard
- Maxime Desjardins-Tremblay : Kevin
- Julie Saint-Pierre : Julie
- Martin Dubreuil : Luc Lebeau
- Félixe Ross : Sonia Leblanc
- Norman Helms :  	Josse
- Victor Labelle : Roger
- Virginie Morin :  Mélanie - éducatrice
- Monique Gosselin : Dr. Michèle Bergeron
- Luc Malette : Un ami de Luc et de Sonia